# Cilene Pereira Paranhos
Cilene Pereira Paranhos (São Paulo, 12 de julho de 1984) é uma futebolista de futsal do brasileira.
Em 2008, ela foi eleita a Melhor Jogadora do Mundo de Futsal pelo FutsalPlanet.

## Resumo

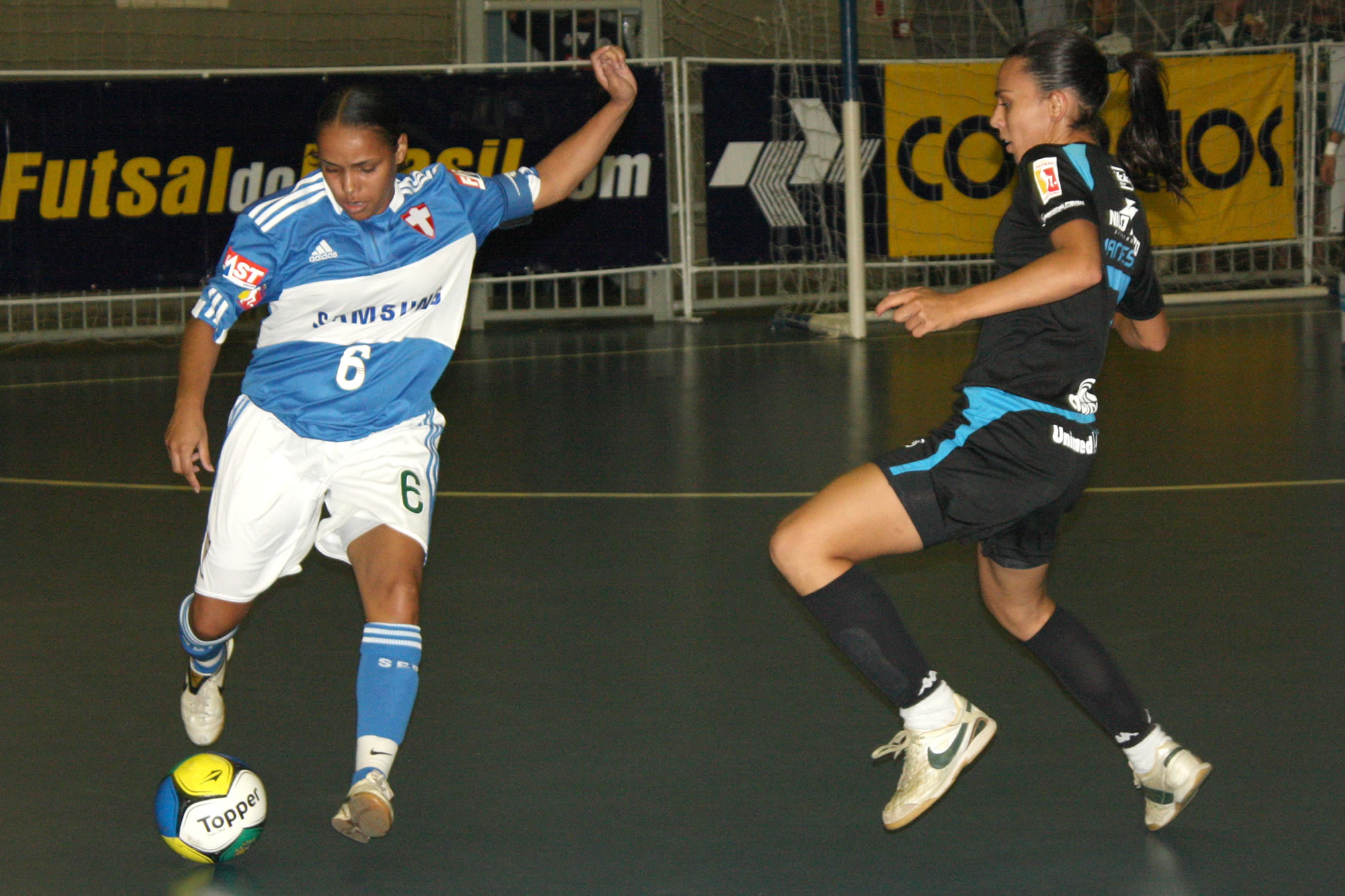
Cilene x Vanessa, duelo na final da Liga Futsal Feminina 2009

Atua na posição de fixa. Foi revelada pela Associação Sabesp, um dos maiores clubes de futsal feminino da história. Sendo Cilene lapidada por nomes como Maria Cristina de Oliveira (primeira técnica da Seleção Brasileira de Futsal Feminino), Márcia Tafarel (lendária atleta da Seleção Brasileira de Futebol Feminino) e Marcinha Honório (pioneira do futebol e futsal feminino no Brasil, nos anos 80). Com carinho pela sua formação, já renomada, voltou a defender a Sabesp na temporada de 2015, tendo Cris novamente como técnica.
Teve passagem extremamente vitoriosa pelo Jaguaré Esporte Clube, o qual contou com parcerias em momentos diferentes das prefeituras de Osasco e Barueri, dos clubes Corinthians e Palmeiras, e de maneira constante da faculdade Uni Sant'Anna.
Atuou por curto tempo no Jacareí Futsal. Depois foi ao Kindermann/Caçador, onde exerceu melhor suas habilidades no futebol de campo, como volante. Também defendeu ao São Caetano/Drummond. Desde 2016, está no Burela Pescados Rubén, da Espanha.
Cilene é uma das poucas atletas de futsal feminino no mundo a ter título continental de clubes na América do Sul e Europa. Em 2006, obteve o Sul-Americano de Mendoza, Argentina, com o Jaguaré/Corinthians/Osasco. E em 2021, faturou o Futsal Women's European Champions pelo Burela.
Esteve em 2 diferentes Seleções Brasileiras de Futsal Feminino: a Adulta (CBFS e CBF) e a Universitária. Pela principal conquistou 5 vezes tanto o Torneio Mundial quanto a Copa América, além do Torneio Internacional de Xanxerê de 2023, somando 11 títulos. Na estudantil, bi do Mundial Universitário.
Na Seleção Paulista, venceu o Brasileiro de Seleções em 2004 e 06, últimas edições da categoria adulta.
Como características, Cilene é atleta diversificada. A mais marcante é o início e organização de jogo. Na defesa, prefere os botes precisos: apesar de ser destra, realiza com o pé esquerdo. Possui também habilidade, com dribles, fintas e chapéus. Há também forte chute. Por fim, mesmo sendo atleta da parte de trás do time, marca diversos gols e raramente perde pênaltis.

## Temporada por temporada

### 2007
Após um grande 2006, onde foi campeã do Sul-Americano de Mendoza (Argentina), do Estadual Paulista e do Brasileiro de Seleções, Cilene continuou no Jaguaré/Corinthians/Osasco.
A temporada marcou alto número de conquistas, sendo a mais vitoriosa do Jaguaré em número de troféus (12). Sempre capitaneando, Cilene venceu o tradicional Torneio Cruzeirão de Sorocaba, o Paulista do Interior, o Troféu Piratininga, o Paulista Universitário com a Uni Sant'Anna e levou o bi pelo clube no Estadual Paulista. Portanto, 5 com a equipe adulta/universitária. Os outros 7 do clube osasquense foram na base.
Jogou também futebol de campo. Era muito comum as cidades utilizarem suas equipes de futsal adultas pra disputar os Jogos Regionais e Abertos do Interior, ao passo que o sub 21 ia para a quadra. As jovens comumente defendiam as 2 vertentes futebolísticas. Como volante de armação, Cilene foi vice dos Regionais da 1a Região, perdendo na final apenas para o Santos, equipe mais forte na época nos gramados. Já nos Abertos, ficou nas quartas de final. Nacionalmente, foi semifinalista da Taça Brasil e da Liga Futsal Feminina.
Pela Seleção Brasileira, o bi da Copa América em Guayaquil, Equador.

### 2008 – A consagração mundial
Mudança na parceria, que passou a se chamar Jaguaré/Palmeiras/Osasco. Muito contentou à atleta: embora vestindo com profissionalismo, dedicação e respeito a camisa corintiana no biênio 2006/07, a fixa tem no Verdão o seu clube de coração.
Outra vez o ano começando com o ouro no Cruzeirão, pela Mancha Verde Sorocaba. Em seguida, a Taça Brasil, título muito cobiçado pela atleta que ainda lhe escapava. Após passar vencedora da fase regional em Uberlândia, o Jaguaré/Palmeiras foi pra fase final em Caçador (SC). A liderança de Cilene, junto com um grupo altamente qualificado misturando experiência com juventude, fez a diferença.
Na estreia do grupo, um duro 3–2 sobre a Nacional Gás/Unifor (CE). Em seguida, tranquilos 11–0 sobre a Faculdade São Lucas (RO), que estava com goleira improvisada. Aí, a última rodada contra o sediante Kindermann. O clube catarinense estava pressionado, pois perdera na 2a rodada para a Nacional Gás por 1–2, sendo uma batalha.
Havia a possibilidade, pelo gol average, de uma combinação de resultado para que Jaguaré/Palmeiras e Kindermann passassem, deixando as cearenses fora. A equipe paulista recusou de jogar com o regulamento debaixo do braço e foi para cima. O Ginásio do Sesi estava lotado e o Verdão, indiferente à pressão, venceu por 3 a 2. A assessoria de imprensa do Jaguaré chamou a partida de A Queda do Tabu, pois jamais o clube havia vencido ao Kindermann.
Na semi, Palmeiras 2–0 Hidráulica Brasil (GO), com 2 gols de Sâmia. Reencontro com a Nacional Gás na final, em 5 de abril. Após 1–1 no tempo normal, prorrogação. Helaine colocou a Unifor na frente. Perto do fim, gol de Jessiquinha sem ângulo, com o time na tática de goleira-linha. O empate já bastava para o título, pois o regulamento dava vantagem de igualdade para a melhor campanha. Houve tempo para mais um gol e o Jaguaré/Palmeiras se sagrou campeão, placar de 3–2. Cilene chorou de felicidade ao lado de Jessiquinha, colega de Seleção Brasileira. E a fixa levantou o troféu, tendo Dany como artilheira (9 gols). Cilene era a atleta com confiança total para comandar, em função dada pelo técnico Luizinho Anéas. Ele e o irmão Édson Tadeo foram responsáveis por quase todos os grandes títulos do futsal feminino osasquense. Em que deva se destacar as conquistas expressivas do técnico Marcelo Frigério, o Tchelo, até 2004.
O ano seguiu. Pelo título do sub 21 nos Jogos Abertos em 2007, Osasco defendeu o estado de São Paulo nos Jogos Abertos Brasileiros. Entretanto, o Kindermann deu o troco e ganhou a semifinal.
A resposta seria dada por Cilene e companheiras no universitário. Pela Uni Sant'Anna, o Jaguaré/Palmeiras/Osasco ganhou o Metropolitano Paulista diante da Sabesp/Corinthians/São Bernardo, representada pela Unip. Com a combinação do título do 2° semestre de 2007 mais o Metropolitano Paulista 2008, a Uni Sant'Anna se classificou para os Jogos Universitários Brasileiros (JUBs). Apesar da forte rivalidade, ao fim da partida no Ginásio do Banespa desejos de boa sorte.
Era junho. Em Maceió, os JUBs. Após 4 partidas sem sofrer gols, a Uni Sant'Anna pegou o Kindermann/Caçador na final, defendendo a Uniarp. Vitória da Sant'Anna por 3–2, e Cilene de capitã. Maestrina na defesa com lealdade, as jogadas de ataque geralmente começavam com ela sinalizando.
Em julho, tensos Jogos Regionais. O sub 21 perdeu na final do futsal para a rival Sabesp. Embora não atuando pela idade-limite, Cilene se envolveu na discussão pós-jogo e mostrou sua forte postura, sem nunca perder a tranquilidade. Com o detalhe que a Associação Sabesp foi o clube que a revelou, pelo qual jamais perdeu respeito.
No campo dos Regionais, chave difícil contra equipes que treinavam nos gramados. Avançou com vitória dramática no grupo, passou na semi e, na final, outro vice diante do Santos. Porém, o fato de jogar bem as finais dos 2 anos consecutivos, sem treinar o chamado futebol de 11, dava para Cilene e o plantel o gosto de vitória.
A Semana da Pátria em setembro foi de excursão do Jaguaré/Palmeiras/Osasco pela Espanha. Foi aí que as terras hispânicas viram a qualidade de Cilene e companhia, pois não era comum a transmissão de partidas de futsal feminino nem pela internet. Ademais, os vídeos gravados eram raros, com a assessoria do Jaguaré sendo uma das poucas a disponibilizá-los no YouTube. Os materiais eram, inclusive, afetados pelos poucos recursos de equipamentos.
Rodando aquele país, o Verdão jogou 8 partidas com 6 vitórias, um empate e apenas uma derrota. Como principais conquistas, o Torneio Internacional de Logroño e o vice do Torneio Bicentenário de Móstoles, o qual foi chamado de Mundialito por ter os 2 principais times da Espanha (Femesala Elche, então considerado melhor do mundo pelo título em 2008 na Copa das Nações em Portugal, e o sediante Móstoles) mais um importante clube português do momento (Quinta dos Lombos). Cilene se destacou.
Na volta ao Brasil, momentos difíceis para a equipe. Houve limitações financeiras por conta de má gestão de recursos. Perdeu a final do Paulista do Interior para a Sabesp, sendo alvo de críticas. Perdeu também a goleira Lala e a pivô Dany, contratadas pelo Valladolid da Espanha.
Depois, não foi para a Liga Futsal Feminina pois o representante das franquias paulistas, Jaguaré e Sabesp, aceitou uma data para a fase de grupos, sediada, incompatível com o calendário. As equipes estariam nos Jogos Abertos do Interior, que junto com os Regionais eram os grandes interesses das prefeituras, as quais bancavam ambos os projetos. Os repasses financeiros mensais eram praticamente toda a entrada de recursos, além da cessão de ginásios. Os chamados clubes de camisa apenas cediam nome e uniformes, ou recursos extras pontuais no caso do Palmeiras. Já as faculdades, não além das bolsas de estudos e participação nos campeonatos universitários. Não podendo negar a presença nos Abertos, as paulistas se ausentaram da principal competição nacional de futsal feminino.
Como refresco para a parceria osasquense, título no Troféu Piratininga de Seleções. Na oportunidade, o técnico Luizinho Anéas se despediu do comando da equipe. Numa entrevista para uma rádio comunitária osasquense ao repórter Alcindo Luiz Alponte, ao falar do fato, Cilene foi às lágrimas. No futebol de campo dos Abertos, a capitã ficou nas oitavas de final. O sub 21 de Osasco, na quadra, foi vice.
Mas, em dezembro, o júbilo para fechar bem a temporada. Pela Uni Sant'Anna, entrou na Liga do Desporto Universitário, a LDU. Saiu campeã da fase sul em Vitória (ES). Na semifinal, Cilene marcou um dos gols mais belos de sua carreira, driblando 4 adversárias.
E veio o tricampeonato no Estadual Paulista, de modo emocionante. Na semifinal contra o São Caetano, a arbitragem prejudicou punindo com cartões amarelos excessivos ao Jaguaré. Na partida, qualquer aproximação da cobrança de lateral, mesmo que fora da circunferência de 5 metros, era advertida com o cartão. Isto causou duplo amarelo para Gláucia, veterana e uma das referências do time. Para piorar, pelo vermelho e pelo acúmulo de 3 amarelos durante o campeonato, Gláucia ficou de fora das finais. Cilene também recebeu um importante amarelo.
Na final, contra a Sabesp/Corinthians/São Bernardo, o jogo de ida foi no Ginásio do Parque São Jorge, hoje Ginásio Wlamir Marques. O Verdão fez 4– 2, porém Cilene tomou o 3° amarelo, ficando ausente da volta.
Em Osasco, no Ginásio Geodésico, com os desfalques, as locais perderam por 3–4 no tempo normal. Como no futsal brasileiro não se conta saldo em mata-matas, houve programação com vantagem de empate para o alviverde. Na 1a metade, a Sabesp abriu o placar. Faltando 15 segundos, um 2° tiro livre sem barreira conquistado pelas mandantes, alvo de polêmica. Heli fez gol, colocando 1–1 no escore. Jaguaré/Palmeiras/Osasco ficou com o troféu de campeão. Pela rivalidade, foi momento de extravasar.
Na fase final da LDU, no Ginásio do Pacaembu, o vice. Sendo menos de 24 horas após a exaustiva decisão estadual, o Jaguaré/Palmeiras/Osasco/Uni Sant'Anna não teve físico para vencer.
Em 10 conquistas da parceria no total, somando todas as categorias, Cilene faturou 8: Cruzeirão, Taça Brasil, Metropolitano Universitário, JUBs, Torneio de Logroño, Troféu Piratininga, LDU Sul e Estadual Paulista.

### 2009
A temporada começou com uma excelente notícia, a melhor da vida de Cilene. O portal FutsalPlanet, criado pelo croata Mico Martic e administrado pelo italiano Luca Ranochiari, fez sua escolha anual de Melhor do Mundo. Na época, por questões de patrocínio, tinha o nome de UMBRO Awards By Futsal Planet.
A categoria de Melhor Jogadora ocorrera pela 2a vez, tendo como vitoriosa a espanhola Eva Manguán em 2007. Não havia votação. Ranochiari colheu opiniões de especialistas do planeta todo. Contudo, como fiel da balança, a opinião do técnico da Seleção Brasileira de Futsal Feminino, Marcos "Pipoca" Sorato: "Cilene é a jogadora mais completa".
Em 5 de fevereiro, Cilene Pereira Paranhos foi escolhida a Melhor Jogadora de Futsal do Mundo em 2008. A primeira brasileira. Também, a primeira mulher negra — algo que só ocorreu novamente na edição 2023 com Camila Costa.
Em função do texto no site FutsalPlanet, a fixa foi temporariamente chamada de Raio de Luz. Não havia prêmio físico na época. Então, o Jaguaré Esporte Clube custeou no Brasil a confecção de uma taça alusiva à Copa do Mundo FIFA de Futebol Masculino, pois é o troféu mais conhecido do planeta. Nos dizeres em inglês, a referência à premiação do FutsalPlanet.

## Títulos

### Clubes
Jaguaré Esporte Clube (São Paulo, Brasil)
- Taça Brasil — 2008
- Estadual Paulista, 4 — 2006, 07, 08 e 11
- Paulista do Interior — 2007
- Troféu Piratininga, 3 — 2006, 07 e 08
- Jogos Universitários Brasileiros, 2 — 2008 e 09
- Liga do Desporto Universitário – Fase Sul — 2008
- Universitário Paulista, 2 — 2007 (2° semestre) e 2009
- Metropolitano Universitário — 2008
- Sul-Americano de Mendoza — 2006
- Torneio Internacional de Logroño — 2008
- Torneio Cruzeirão, 5 (Mancha Verde Sorocaba) — 2007, 08, 09, 10 e 11
- Jogos da Cidade de São Paulo — 2009
- Copa Capela — 2009

Jacareí Futsal (São Paulo, Brasil)
- Copa Vanguarda — 2012

Associação Esportiva Kindermann (Santa Catarina, Brasil)
- Catarinense de Futebol — 2012

São Caetano/Drummond (São Paulo, Brasil)
- Copa Brasil, não oficial — 2013
- Metropolitano Paulista — 2016

Burela Pescados Rubén (Galícia, Espanha)
- Futsal Women's European Champions — 2021
- Recopa Europeia — 2019
- Primeira Divisão da Espanha, 4 — 2020, 21, 23 e 24
- Copa da Rainha, 6 — 2019, 20, 21, 22, 23 e 25
- Supercopa da Espanha, 5 — 2020, 21, 22, 23 e 24
- Copa Galícia, 4 — 2019, 21, 23 e 25

### Seleção
Seleção Brasileira Adulta
- Torneio Mundial, 5 — 2010, 11, 12, 13 e 14
- Copa América, 5 — 2005, 07, 09, 11 e 19
- Torneio Internacional de Xanxerê — 2023

Seleção Brasileira Universitária
- Campeonato Mundial Universitário, 2 - 2010 e 12

Seleção Paulista Adulta
- Brasileiro de Seleções, 2 — 2004 e 06

### Individuais
- 2008 — Melhor Jogadora do Mundo de Futsal (Futsal Planet)